# Srinivasa Sastri
Valangaiman Sankaranarayana Srinivasa Sastri, né le 22 septembre 1869 et mort le 17 avril 1946, est un homme politique, un administrateur, un éducateur, un orateur et un activiste indien.

## Biographie
Il entre dans la vie politique en 1905 lorsqu'il rejoint la Servants of India Society (en). Il est membre du Congrès national indien de 1908 à 1922, du Conseil législatif de Tamil Nadu (en) de 1913 à 1916, du Conseil législatif impérial (en) de 1916 à 1919 et du Conseil d'État de 1920 à 1925. Il sert également comme délégué de l'Inde à la Société des Nations, membre du Conseil privé du Royaume-Uni et agent de l'Union d'Afrique du Sud.
Il est un ami proche et un associé de Mohandas Gandhi qui s'adresse à lui comme son « frère aîné » dans ses écrits. En 1921, il reçoit les clés de la ville de Londres, puis, en 1931, celles de la ville d'Édimbourg. En 1930, il reçoit l'Ordre des compagnons d'honneur.